# Ach HErre! migh eij tuckta
Ach HErre! migh eij tuckta är en psalmparafras på Psaltaren 38 skriven av Haquin Spegel. Psalmen har 12 verser. Melodi är nr 26 Uthi tin stora wrede.
Psalmen inleds 1695 års psalmbok med orden:
Ach HErre! migh eij tuckta
Som jagh må billigt fruckta
I 1695 års psalmbok skrivs "Herre" och "Jesus" genomgående med två initiala versaler.

## Publicerad i
- 1695 års psalmbok som nr 51 under rubriken "Konung Davids Psalmer"